# Film ritrovati
Questa è una lista di film un tempo considerati perduti e che in seguito sono stati ritrovati.

## Periodo muto
Molti film muti sono andati perduti

### XIX secolo
| Anno | Film               | Regista             | Cast                          | Storia                                                                            | Note  |
| ---- | ------------------ | ------------------- | ----------------------------- | --------------------------------------------------------------------------------- | ----- |
| 1896 | Défense d'afficher | Georges Méliès      | Georges Méliès                | Il film è stato ritrovato nel 2004.                                               | [ 2 ] |
| 1897 | The X-Rays         | George Albert Smith |                               |                                                                                   |       |
| 1899 | Cléopâtre          | Georges Méliès      | Georges Méliès, Jeanne d'Alcy | A lungo considerato perduto finché una copia è stata ritrovata nel 2005 a Parigi. |       |

### Anni Zero
| Anno | Film                                   | Regista                           | Cast                                | Storia | Note  |
| ---- | -------------------------------------- | --------------------------------- | ----------------------------------- | --- | ----- |
| 1900 | Sherlock Holmes Baffled                | Arthur Marvin                     |                                     | Lungo solo 30 secondi, questo è ritenuto il primo film con Sherlock Holmes e il primo film di investigazione. Una copia è stata identificata nel 1968 nella Biblioteca del Congresso dallo storico del cinema Michael Pointer ed è stata trasferita in 16 mm. | [ 3 ] |
| 1901 | The Death of Poor Joe                  | George Albert Smith               | Laura Bayley                        | Perduto nel 1954, ritrovato nel 2002. | [ 4 ] |
| 1907 | Katsudō Shashin                        | sconosciuto                       |                                     | Dura solo 3 secondi. Ritrovato a Kyoto il 31 luglio 2012. |       |
| 1909 | Hotel elettrico (El hotel eléctrico)   | Segundo de Chomón                 | Segundo de Chomón, Julienne Mathieu | |       |
| 1909 | Jephtah's Daughter: A Biblical Tragedy | sconosciuto                       | Annette Kellerman, Maurice Costello | Cortometraggio conservato nell'archivio del British Film Institute. |       |
| 1909 | La Tosca                               | André Calmettes, Charles le Bargy | Sarah Bernhardt                     | |       |

### Anni Dieci
| Anno | Film                                      | Regista                                     | Cast                                                      | Note | Ref           |
| ---- | ----------------------------------------- | ------------------------------------------- | --------------------------------------------------------- | --- | ------------- |
| 1910 | Frankenstein                              | J. Searle Dawley                            | Charles Ogle                                              | Negli anni cinquanta una copia è stata acquistata da un collezionista che si è accorto della sua rarità soltanto decenni dopo.                                                                      | [ 5 ]         |
| 1911 | At the Duke's Command                     | Thomas H. Ince                              | King Baggot, David Miles, Anita Hendrie                   | |               |
| 1911 | The Colleen Bawn                          | Sidney Olcott                               | Gene Gauntier, J.P. McGowan, Sidney Olcott, Jack J. Clark | |               |
| 1911 | Karađorđe                                 | Ilija Stanojević-Čiča                       |                                                           | Primo lungometraggio serbo, era considerato perduto dal 1928. Materiali del film sono stati rinvenuti negli archivi cinematografici australiani nel 2003.                                           |               |
| 1911 | Maid or Man                               | Thomas H. Ince                              | Mary Pickford, Owen Moore, Charles Arling                 | |               |
| 1911 | A Manly Man                               | Thomas H. Ince                              | William E. Shay, Mary Pickford, Isabel Rea                | |               |
| 1911 | The Mirror                                | Thomas H. Ince                              | King Baggot, Mary Pickford, Owen Moore                    | |               |
| 1912 | Dr. Jekyll and Mr. Hyde                   | Lucius Henderson                            | James Cruze                                               | |               |
| 1912 | A Fool and His Money                      | Alice Guy-Blaché                            |                                                           | |               |
| 1912 | In Nacht und Eis                          | Mime Misu                                   | Waldemar Hecker, Mime Misu, Otto Rippert                  | Secondo film sul Titanic, era considerato perduto dal 1914 ma è stato ritrovato in una collezione privata tedesca nel 1998.                                                                         |               |
| 1912 | En Stærkere magt                          | Hjalmar Davidsen, Eduard Schnedler-Sørensen | Valda Valkyrien                                           | Conservato dall'Istituto Cinematografico Danese. | [ 6 ]         |
| 1911 | The Sultan's Garden                       | Thomas H. Ince                              |                                                           | |               |
| 1912 | Richard III                               | André Calmettes, James Keane                | Robert Gemp, Frederick Warde                              | Primo lungometraggio tratto da Shakespeare di cui si ha notizia. Ritrovato nella collezione di un proiezionista dell'Oregon nel 1996.                                                               | [ 7 ]         |
| 1912 | Under Two Flags                           |                                             |                                                           | |               |
| 1913 | Poor Jake's Demise                        | Allen Curtis                                | Lon Chaney, Louise Fazenda                                | Primo ruolo accreditato per Lon Chaney. Un frammento è stato ritrovato nel 2006, tra centinaia di altri rulli di pellicola, in una collezione inglese.                                              |               |
| 1913 | The Prisoner of Zenda                     | Hugh Ford e Edwin S. Porter                 | James K. Hackett, Beatrice Beckley, David Torrence        | |               |
| 1913 | When Lincoln Paid                         | Francis Ford                                |                                                           | Ritrovato nel 2006. |               |
| 1914 | The Active Life of Dolly of the Dailies   | Walter Edwin                                | Mary Fuller, Yale Boss                                    | Scoperto nel 2009 nel New Zealand Film Archive. | [ 8 ]         |
| 1914 | Charlot aristocratico                     | George Nichols                              | Charlie Chaplin Minta Durfee                              | Copia in nitrato completa ritrovata in Sudamerica. |               |
| 1914 | Figure di cera                            | Maurice Tourneur                            | Henry Roussel, Émile Tramont, Henri Gouget                | Una copia parzialmente danneggiata venne ritrovata nel 2007. |               |
| 1914 | The Girl Stage Driver                     | Webster Cullison                            | Norbert A. Myles, Edna Payne, Will E. Sheerer             | Una copia positiva incompleta su 35 mm è stata ritrovata nel 2009 nell'archivio cinematografico neozelandese.                                                                                       | [ 9 ] [ 10 ]  |
| 1914 | Der Hund von Baskerville                  | Rudolf Meinert                              | Alwin Neuß, Friedrich Kühne, Hanni Weisse                 | |               |
| 1914 | Salomy Jane                               | William Nigh, Lucius Henderson              | Beatriz Michelena, House Peters                           | Copia in nitrato completa ritrovata in Australia nel 1996. | [ 11 ]        |
| 1914 | The Stain                                 | Frank Powell                                | Edward José, Theda Bara                                   | Una copia del film è stata ritrovata in Australia negli anni novanta. | [ 12 ]        |
| 1914 | A Thief Catcher                           | Ford Sterling                               | Charlie Chaplin                                           | Una copia è stata ritrovata nel 2010 in un negozio di antiquariato del Michigan. | [ 13 ]        |
| 1914 | Won in a Closet                           | Mabel Normand                               | Mabel Normand                                             | Ritrovato nel 2009 nell'Archivio Cinematografico Neozelandese. | [ 8 ]         |
| 1915 | Double Trouble                            | William Christy Cabanne                     |                                                           | |               |
| 1915 | His Lordship's Dilemma                    |                                             | W. C. Fields                                              | Ritrovato in un archivio belga. |               |
| 1915 | Peculiar Patients' Pranks                 | Hal Roach                                   | Harold Lloyd, Snub Pollard                                | Ritrovato nell'Archivio Cinematografico Nazionale Australiano. |               |
| 1915 | Youth                                     | Harry Handworth                             | Antonio Moreno, Mlle. Valkyrien                           | Il film è conservato nell'archivio del British Film Institute. |               |
| 1916 | Un morto ritorna (Als ich tot war)        | Ernst Lubitsch                              | Ernst Lubitsch, Louise Schenrich                          | Ritrovato nel 1994 in un archivio sloveno. |               |
| 1916 | East Lynne                                | Bertram Bracken                             | Theda Bara                                                | Uno dei quattro film con Theda Bara ancora rintracciabili. | [ 14 ]        |
| 1916 | Gretchen the Greenhorn                    | Chester M. Franklin, Sidney Franklin        | Dorothy Gish                                              | Ritrovato nel 1991. |               |
| 1916 | The Moment Before                         | Robert G. Vignola                           | Pauline Frederick                                         | Una copia quasi completa, priva solo della scena d'apertura, è stata trovata in un archivio di Roma.                                                                                                | [ 15 ] [ 16 ] |
| 1916 | Mysteriet natten till den 25: e           | Georg af Klercker                           |                                                           | |               |
| 1916 | Purity                                    | Rae Berger                                  |                                                           | Una copia del film è custodita in un archivio francese, anche se non è mai stata mostrata in pubblico.                                                                                              |               |
| 1916 | Snow White                                | J. Searle Dawley                            | Marguerite Clark                                          | Ispirò Walt Disney a fare film. |               |
| 1916 | Zepped                                    |                                             | Charlie Chaplin                                           | Breve film di propaganda. Una copia è stata trovata nel 2009, e una seconda nel 2011. |               |
| 1917 | Beatrice Fairfax                          | Leopold Wharton e Theodore Wharton          | Olive Thomas                                              | Tutti gli episodi di questa serie tranne il primo sono custoditi nell'archivio della Biblioteca del Congresso.                                                                                      |               |
| 1917 | All'assalto del viale (Bucking Broadway)  | John Ford                                   | Harry Carey, Molly Malone                                 | Ritrovato nel 2002 in un archivio francese. |               |
| 1917 | La sua notte di nozze (His Wedding Night) | Roscoe Arbuckle                             | Roscoe Arbuckle, Buster Keaton                            | |               |
| 1917 | The Image Maker                           | Eugene Moore                                | Valda Valkyrien                                           | Una copia della pellicola è custodita in una collezione privata. |               |
| 1917 | Max and His Taxi                          | Max Linder                                  | Max Linder, Martha Mansfield                              | |               |
| 1917 | Max Comes Across                          | Max Linder                                  |                                                           | Max Linder, Martha Mansfield |               |
| 1917 | Max Wants a Divorce                       | Max Linder                                  |                                                           | Max Linder |               |
| 1917 | A Reckless Romeo                          | Roscoe Arbuckle                             | Roscoe Arbuckle, Al St. John                              | Ritrovato in un contenitore privo di etichetta nell'Istituto Cinematografico Norvegese nel 1998, insieme a The Cook.                                                                                |               |
| 1917 | La casa tempestosa (The Rough House)      | Roscoe Arbuckle                             | Roscoe Arbuckle, Buster Keaton                            | |               |
| 1918 | Il cuoco (The Cook)                       | Roscoe Arbuckle                             | Roscoe Arbuckle, Buster Keaton                            | Ritrovato in un contenitore privo di etichetta nell'Istituto Cinematografico Norvegese nel 1998, insieme a A Reckless Romeo.                                                                        |               |
| 1918 | Indemoniato (Hell Bent)                   | John Ford                                   |                                                           | Una copia è custodita nell'Archivio Cinematografico della Repubblica Ceca. | [ 17 ]        |
| 1918 | Ci penso io!                              | Allan Dwan                                  | Douglas Fairbanks                                         | Restaurato dalla George Eastman House e proiettato in pubblico durante il San Francisco Silent Film Festival nel luglio 2011.                                                                       |               |
| 1918 | Oh Baby!                                  | James Ard                                   |                                                           | |               |
| 1919 | Back Stage                                | Roscoe Arbuckle                             | Roscoe Arbuckle, Buster Keaton                            | |               |
| 1919 | Back to God's Country                     | David Hartford                              | Nell Shipman                                              | Una copia è stata ritrovata in Europa e restaurata negli anni novanta. | [ 18 ]        |
| 1919 | Camping Out                               | Roscoe Arbuckle                             | Roscoe Arbuckle, Al St. John                              | Ricostruito nel 2002 sulla base di due diverse copie ritrovate nel Museo Olandese del Cinema e nella Cineteca Nazionale.                                                                            |               |
| 1919 | Anders als die Andern                     | Richard Oswald                              | Conrad Veidt                                              | Le copie tedesche furono distrutte dai nazisti nel 1933, e da allora il film fu ritenuto perduto. Una copia fu ritrovata in Ucraina negli anni settanta e restaurata dal Museo Cittadino di Monaco. | [ 19 ]        |
| 1919 | Per la figlia (Scarlet Days)              | D. W. Griffith                              | Richard Barthelmess, Carol Dempster                       | |               |
| 1919 | I ragni (Prima parte)                     | Fritz Lang                                  | Carl de Vogt, Ressel Orla, Lil Dagover                    | Restaurato nel 1978 da una copia scoperta di recente. |               |
| 1919 | The Valley of the Giants                  | James Cruze                                 | Wallace Reid                                              | Ritrovato nell'archivio del Fondo Cinematografico Russo. Una copia digitale è stata inviata alla Biblioteca del Congresso nel 2010.                                                                 | [ 20 ]        |
| 1919 | When Bearcat Went Dry                     | Oliver L. Sellers                           | Lon Chaney, Sr.                                           | Ritrovato nella collezione di un proiezionista. |               |
| 1919 | La bestia nera (The Wicked Darling)       | Tod Browning                                | Lon Chaney, Sr.                                           | Una copia è stata ritrovata in Europa negli anni novanta e ora è conservata nel Museo Olandese del Cinema.                                                                                          | [ 21 ]        |
| 1919 | The Witness for the Defense               | George Fitzmaurice                          | Elsie Ferguson                                            | Copia ritrovata nell'archivio del Fondo Cinematografico Russo. Unico film muto di Elsie Ferguson a essersi conservato.                                                                              | [ 22 ] [ 23 ] |
| 1919 | You're Fired                              | James Cruze                                 | Wallace Reid                                              | Ritrovato nell'archivio del Fondo Cinematografico Russo. Una copia digitale è stata inviata alla Biblioteca del Congresso nel 2010.                                                                 | [ 20 ]        |

### Anni Venti
| Anno | Film                                                  | Regista                       | Cast                                                                                | Storia | Note   |
| ---- | ----------------------------------------------------- | ----------------------------- | ----------------------------------------------------------------------------------- | --- | ------ |
| 1920 | Algol (Algol - Tragödie der Macht)                    | Hans Werckmeister             | Emil Jannings                                                                       | |        |
| 1920 | The Daughter of Dawn                                  | Norbert Myles (sceneggiatore) | White Parker, Wanada Parker, Esther LeBarre, Jack Sankadoty                         | Acquistato e restaurato dalla Società per le Ricerche Storiche dell'Oklahoma nel 2007. | [ 24 ] |
| 1920 | Genuine                                               | Robert Wiene                  | Fern Andra, Hans Heinrich von Twardowski                                            | Una copia completa è stata scoperta nell'archivio cinematografico di Berlino. |        |
| 1920 | Helen of Four Gates                                   | Cecil Hepworth                | Alma Taylor James Carew                                                             | Ritrovato in un magazzino in Québec nel 2008. | [ 25 ] |
| 1920 | Un vagabondo alla corte di Francia (If I Were a King) | J. Gordon Edwards             | William Farnum, Betty Ross Clarke, Fritz Leiber, Sr.                                | Una copia è conservata nella Biblioteca del Congresso. |        |
| 1920 | In the Days of St. Patrick                            | Norman Whitten                |                                                                                     | |        |
| 1920 | I ragni (Seconda parte)                               | Fritz Lang                    |                                                                                     | Restaurato nel 1978 da una copia recentemente scoperta. |        |
| 1920 | Der Wildtöter und Chingachgook                        | Arthur Wellin                 | Bela Lugosi                                                                         | Ritrovato negli anni novanta. |        |
| 1920 | Within Our Gates                                      | Oscar Micheaux                |                                                                                     | Ritrovato in Spagna con il titolo La negra. |        |
| 1921 | The Blue Fox                                          | Duke Worne                    |                                                                                     | |        |
| 1921 | Brownie's Little Venus                                | Fred Hibbard                  | Baby Peggy                                                                          | Ritrovato in Svizzera nel 2010. | [ 26 ] |
| 1921 | The Conquest of Canaan                                | Roy William Neill             | Thomas Meighan, Doris Kenyon                                                        | Ritrovato nell'archivio cinematografico nazionale russo. Una copia digitale è stata inviata alla Biblioteca del Congresso. | [ 20 ] |
| 1921 | The Devil                                             | Ferenc Molnár                 | George Arliss                                                                       | |        |
| 1921 | Fortuna avversa                                       | Edward F. Cline Buster Keaton | Buster Keaton                                                                       | Fu considerato per lungo tempo il principale tassello mancante nella filmografia di Keaton finché venne parzialmente ricostruito nel 1987. La sequenza finale è stata in seguito ritrovata in un archivio russo. |        |
| 1921 | Molly O                                               | F. Richard Jones              | Mabel Normand                                                                       | |        |
| 1921 | Der Tanz auf dem Vulkan                               | Richard Eichberg              | Bela Lugosi                                                                         | Una copia della versione statunitense è stata ritrovata in un archivio cinematografico negli anni novanta. |        |
| 1922 | L'età di amare                                        | Sam Wood                      | Gloria Swanson, Rudolph Valentino                                                   | Una copia è stata donata al Museo Olandese del Cinema dal collezionista Joop Van Liempd (1913–2002) e restaurata nel 2005. | [ 27 ] |
| 1922 | Kick In                                               | George Fitzmaurice            | Betty Compson Bert Lytell                                                           | Ritrovato nell'archivio cinematografico nazionale russo. Una copia digitale è stata inviata alla Biblioteca del Congresso nel 2010. | [ 20 ] |
| 1922 | Cappuccetto Rosso                                     | Walt Disney                   |                                                                                     | Uno dei primi cortometraggi di animazione di Walt Disney. Una copia è stata ritrovata in una cineteca di Londra nel 1998 e in seguito restaurata. |        |
| 1922 | The Loves of Pharaoh                                  | Ernst Lubitsch                | Emil Jannings                                                                       | A lungo considerato perduto, è stato restaurato a partire da varie copie incomplete. Mancano ancora 10 minuti dei circa 110 originari. | [ 28 ] |
| 1922 | Fantasma                                              | Friedrich Wilhelm Murnau      |                                                                                     | |        |
| 1922 | Sherlock Holmes                                       | Albert Parker                 | John Barrymore, Roland Young, William Powell                                        | La pellicola è stata restaurata nel corso di trent'anni dai negativi originari. | [ 29 ] |
| 1922 | Il giovane Rajah (The Young Rajah)                    | Phil Rosen                    | Rudolph Valentino                                                                   | Il film, conservato in una versione gravemente mutilata, sopravvive oggi in alcune inquadrature sparse e numerose foto di scena. |        |
| 1923 | The Call of the Canyon                                | Victor Fleming                | Richard Dix                                                                         | Ritrovato nell'archivio cinematografico nazionale russo. Una copia digitale è stata inviata alla Biblioteca del Congresso nel 2010. | [ 20 ] |
| 1923 | Il canyon dei pazzi (Canyon of the Fools)             | Val Paul                      |                                                                                     | Ritrovato nell'archivio cinematografico nazionale russo. Una copia digitale è stata inviata alla Biblioteca del Congresso nel 2010. | [ 20 ] |
| 1923 | Il piccolo saltimbanco (Circus Days)                  | Edward F. Cline               | Jackie Coogan                                                                       | Ritrovato nell'archivio cinematografico nazionale russo. Una copia digitale è stata inviata alla Biblioteca del Congresso nel 2010. | [ 20 ] |
| 1923 | The Eternal Struggle                                  | Reginald Barker               | Renée Adorée                                                                        | Ritrovato nell'archivio cinematografico nazionale russo. Una copia digitale è stata inviata alla Biblioteca del Congresso nel 2010. | [ 20 ] |
| 1923 | Maytime                                               | Louis J. Gasnier              | Clara Bow, Ethel Shannon, Harrison Ford                                             | Ritrovato nell'archivio cinematografico nazionale della Nuova Zelanda e restaurato nel 2009. | [ 9 ]  |
| 1923 | Souls for Sale                                        | Rupert Hughes                 | Eleanor Boardman                                                                    | Ritrovato e restaurato nel 2006 dalla Turner Classic Movies e dalla MGM. |        |
| 1923 | The White Shadow                                      | Graham Cutts                  | Betty Compson, Clive Brook, Henry Victor, A.B. Imeson                               | I primi tre rulli su sei sono stati ritrovati nell'archivio cinematografico nazionale della Nuova Zelanda nel 2011. | [ 30 ] |
| 1924 | $20 A Week                                            | Harmon F. Weight              |                                                                                     | |        |
| 1924 | L'arabo                                               | Rex Ingram                    | Ramón Novarro, Alice Terry                                                          | Ritrovato nell'archivio cinematografico nazionale russo. Una copia digitale è stata inviata alla Biblioteca del Congresso nel 2010. | [ 20 ] |
| 1924 | The Breaking Point                                    | Herbert Brenon                |                                                                                     | |        |
| 1924 | Empty Hearts                                          | Alfred Santell                | John Bowers, Clara Bow                                                              | |        |
| 1924 | Rapacità                                              | Erich von Stroheim            | Gibson Gowland, ZaSu Pitts, Jean Hersholt                                           | La versione originale in 42 rulli durava 7 ore e 42 minuti. Prima della distribuzione il film su ridotto a 140 minuti. La versione completa è rimasta uno dei film più ricercati della storia del cinema. Nel 1999 è stata realizzata un'edizione di quattro ore che integra le scene mancanti con delle foto di scena. |        |
| 1924 | Pied Piper Malone                                     | Alfred E. Green               | Thomas Meighan, Lois Wilson, Emma Dunn                                              | Ritrovato in un archivio cinematografico russo. Nel 2007 è stato proiettato a Georgetown (Carolina del Sud), dove fu girato. |        |
| 1924 | Venus of the South Seas                               |                               | Annette Kellerman                                                                   | Restaurato dalla Biblioteca del Congresso nel 2004. L'ultimo rullo è in Prizmacolor. |        |
| 1925 | Clash of the Wolves                                   | Noel M. Smith                 | Rin Tin Tin, Charles Farrell, June Marlowe, Heinie Conklin                          | Una copia positiva in 35 mm è stata ritrovata in Sudafrica e riportata negli Stati Uniti; è stata restaurata nel 2003. |        |
| 1925 | Keep Smiling                                          | Albert Austin, Gilbert Pratt  | Monty Banks                                                                         | Ritrovato nell'archivio cinematografico nazionale russo. Una copia digitale è stata inviata alla Biblioteca del Congresso nel 2010. | [ 20 ] |
| 1925 | The Lost World                                        | Harry Hoyt                    | Bessie Love, Lewis Stone, Wallace Beery, Lloyd Hughes                               | Era reperibile soltanto in una versione abbreviata da 65 minuti fino al 1992, quando una copia integrale è stata rintracciata del Filmovy Archiv di Praga. |        |
| 1926 | Bardelys il magnifico                                 | King Vidor                    | John Gilbert                                                                        | Restaurato nel 2008 da una copia quasi completa ritrovata in Francia nel 1998. | [ 31 ] |
| 1926 | The Bat                                               | Roland West                   | Tullio Carminati                                                                    | |        |
| 1926 | The Boob                                              | William Wellman               | Joan Crawford, George K. Arthur                                                     | |        |
| 1926 | Camille                                               | Fred Niblo                    | Norma Talmadge                                                                      | |        |
| 1926 | Il delizioso peccatore (Exquisite Sinner)             | Josef von Sternberg           | Conrad Nagel, Renée Adorée, George K. Arthur, Myrna Loy                             | |        |
| 1926 | The Flaming Frontier                                  | Edward Sedgwick               | Hoot Gibson, Dustin Farnum                                                          | |        |
| 1926 | His Busy Hour                                         | J.P. McGowan                  | James Pierce                                                                        | Ritenuto perduto fino agli anni novanta, quando una copia è stata ritrovata nello sgabuzzino di un ospedale francese. | [ 32 ] |
| 1926 | Mare Nostrum                                          | Rex Ingram                    | Antonio Moreno, Alice Terry                                                         | |        |
| 1926 | Una pagina folle                                      | Teinosuke Kinugasa            |                                                                                     | Ritrovato dal regista nella rimessa del suo giardino nel 1970. L'aveva seppellito lì durante la Seconda guerra mondiale e se n'era dimenticato. |        |
| 1926 | Maschere russe (You Never Know Women)                 | Albert Ballin                 | Albert Ballin                                                                       | Questo film, interpretato da un cast di sordi e finanziato dalla Scuola Lexington per Sordi di New York, è stato riscoperto negli anni ottanta. |        |
| 1927 | Zuppa d'anatra (Duck Soup)                            | Fred Guiol                    | Laurel & Hardy                                                                      | Considerato perduto finché una copia è stata ritrovata nel 1974. |        |
| 1927 | Her Wild Oat                                          | Marshall Neilan               | Colleen Moore, Larry Kent, Hallam Cooley                                            | Ritrovato nell'Archivio Cinematografico Nazionale della Repubblica Ceca nel 2001 e in seguito restaurato. |        |
| 1927 | Cosetta                                               | Clarence G. Badger            | Clara Bow                                                                           | Considerato perduto finché una copia fu ritrovata a Praga negli anni sessanta. |        |
| 1927 | The Magic Flame                                       | Henry King                    | Ronald Colman, Vilma Bánky                                                          | |        |
| 1927 | Metropolis                                            | Fritz Lang                    | Alfred Abel, Brigitte Helm                                                          | Non è mai stato considerato del tutto perduto, ma ha circolato per decenni in numerose versioni, tutte incomplete. La versione completa da 153 minuti è stata ritrovata in un museo dei cinema argentino nel 2008. Due scene erano troppo danneggiate per poter essere riparate, ma il film è ora completo al 99%.      | [ 33 ] |
| 1927 | Mockery                                               | Benjamin Christensen          | Lon Chaney, Barbara Bedford, Ricardo Cortez                                         | Ritrovato negli anni settanta. |        |
| 1927 | Napoleone (Napoléon)                                  | Abel Gance                    |                                                                                     | Non è mai stato considerato perduto, ma le copie esistenti erano lunghe circa la metà dell'originale fino all'ultimo restauro. |        |
| 1927 | The Ridin' Rowdy                                      | Richard Thorpe                |                                                                                     | |        |
| 1927 | The Rough Riders                                      | Victor Fleming                | Charles Farrell, Mary Astor, Noah Beery, George Bancroft                            | |        |
| 1927 | Senorita                                              | Alfred E. Green               | Bebe Daniels                                                                        | |        |
| 1927 | Padre                                                 | Herbert Brenon                | H. B. Warner, Anna Q. Nilsson, Carmel Myers, Nils Asther, Louis Wolheim, Mary Nolan | |        |
| 1927 | Tarzan and the Golden Lion                            | J.P. McGowan                  | James Pierce                                                                        | Ritenuto perduto fino agli anni novanta, quando una copia è stata ritrovata nello sgabuzzino di un ospedale francese. |        |
| 1927 | Upstream                                              | John Ford                     |                                                                                     | È uno dei 75 film muti ritrovati in Nuova Zelanda nel 2010, molti dei quali erano considerati perduti. | [ 34 ] |
| 1927 | Ali (film 1927)                                       | William A. Wellman            | Clara Bow, Charles Rogers, Richard Arlen, Gary Cooper                               | Ritrovato nella Cinémathèque Française di Parigi. | [ 35 ] |
| 1928 | The Constant Nymph                                    | Adrian Brunel                 | Ivor Novello, Benita Hume                                                           | | [ 36 ] |
| 1928 | The Crimson City                                      | Archie Mayo                   | Myrna Loy, Conrad Nagel, Anna May Wong                                              | Una copia integrale è stata ritrovata in Argentina nel 2008. | [ 37 ] |
| 1928 | The Mating Call                                       | James Cruze                   |                                                                                     | Prodotto da Howard Hughes, è stato considerato perduto fino alla morte del magnate, quando ne è stata ritrovata una copia nella sua camera blindata. | [ 38 ] |
| 1928 | The Racket                                            | Lewis Milestone               | Thomas Meighan, Marie Prevost, Louis Wolheim                                        | Prodotto Howard Hughes, alla sua morte è stato ritrovato nella sua collezione privata. |        |
| 1928 | The Spanking Age                                      | Robert F. McGowan             |                                                                                     | Ritrovato negli anni novanta. | [ 39 ] |
| 1928 | Notte d'Arabia (Two Arabian Knights)                  | Lewis Milestone               |                                                                                     | Prodotto da Howard Hughes, è stato considerato perduto fino alla morte del magnate, quando ne è stata ritrovata una copia nella sua camera blindata. |        |
| 1929 | Drag                                                  | Frank Lloyd                   |                                                                                     | |        |
| 1929 | The Letter                                            | Jean de Limur                 | Jeanne Eagels, O. P. Heggie, Reginald Owen, Herbert Marshall                        | |        |
| 1929 | Gambette indiavolate (Why Be Good?)                   | William Seiter                |                                                                                     | |        |
| 1929 | Ombre sul cuore (Wonder of Women)                     | Clarence Brown                |                                                                                     | |        |

## Periodo sonoro

### Anni Trenta
| Anno | Film                                            | Regista                            | Cast                                                        | Storia | Note          |
| ---- | ----------------------------------------------- | ---------------------------------- | ----------------------------------------------------------- | --- | ------------- |
| 1930 | The Bat Whispers                                | Roland West                        |                                                             | Uno dei primi film girati in widescreen. Una copia completa è stata ritrovata e restaurata alla fine degli anni novanta. |               |
| 1930 | Bed and Breakfast                               | Walter Forde                       | Jane Baxter Richard Cooper Sari Maritza Alf Goddard         | Ritrovato in seguito a una campagna lanciata nel 1992 dal British Film Institute per rintracciare film considerati perduti. | [ 36 ]        |
| 1930 | Limite                                          | Mário Peixoto                      |                                                             | Film sperimentale brasiliano, muto. La versione completa e restaurata è stata proiettata a New York nel 2010. | [ 40 ]        |
| 1930 | Il serpente bianco                              | Albert S. Rogell                   | Jean Hersholt Eleanor Boardman Ralph Forbes                 | Alcuni frammenti dell'ultimo rullo (conservati nell'archivio dell'UCLA) e l'intera colonna sonora su dischi Vitaphone erano le uniche parti disponibili di questo film in Technicolor fino al 2009, quando una copia completa fu ritrovata in Australia. |               |
| 1930 | Wara Wara                                       | José Maria Velasco Maidana         |                                                             | L'unico film muto boliviano sopravvissuto. Ritrovato in un magazzino di La Paz nel 1989, ha richiesto oltre un decennio di restauro ed è stato proiettato in pubblico solo nel 2010. | [ 41 ]        |
| 1931 | Dick & Doof - Spuk um Mitternacht               | James Parrott                      | Stan Laurel Oliver Hardy                                    | Versione tedesca (con le voci di Laurel e Hardy) del film Berth Marks/The Laurel-Hardy Murder Case, ritrovata nel 2004 in un archivio cinematografico di Mosca. | [ 42 ]        |
| 1931 | Drácula                                         | George Melford                     | Carlos Villarías, Lupita Tovar                              | Questa versione in lingua spagnola fu girata di notte, mentre l'omonimo film di Tod Browning dello stesso anno fu girato di giorno, usando lo stesso set. La versione spagnola era ritenuta perduta fino agli anni settanta. | [ 43 ] [ 44 ] |
| 1931 | The Ghost Train                                 | Walter Forde                       | Jack Hulbert Cicely Courtneidge Ann Todd Cyril Raymond      | Ritrovato in seguito a una campagna lanciata nel 1992 dal British Film Institute per rintracciare film considerati perduti. | [ 36 ]        |
| 1931 | Amore e dovere                                  | Bu Wancang                         | Ruan Lingyu                                                 | Film muto cinese, ritrovato in Uruguay negli anni novanta. | [ 45 ]        |
| 1931 | L'allegro tenente (The Smiling Lieutenant)      | Ernst Lubitsch                     |                                                             | Ritrovato in Danimarca negli anni ottanta. | [ 46 ]        |
| 1931 | I gioielli rubati (The Stolen Jools)            | William C. McGann                  |                                                             | Realizzato per una campagna sociale, il film è stato ritrovato in Gran Bretagna con il titolo alternativo The Slippery Pearls. |               |
| 1932 | Condemned to Death                              | Walter Forde                       | Arthur Wontner Gillian Lind Gordon Harker Cyril Raymond     | Ritrovato in seguito a una campagna lanciata nel 1992 dal British Film Institute per rintracciare film considerati perduti. | [ 36 ]        |
| 1932 | Doctor X                                        | Michael Curtiz                     | Lee Tracy Fay Wray                                          | Una versione in Technicolor è stata ritrovata nella camera blindata personale di Jack L. Warner. |               |
| 1932 | His Lordship                                    | Michael Powell                     | Jerry Verno Janet McGrew                                    | | [ 36 ]        |
| 1932 | Pericolosa partita                              | Irving Pichel Ernest B. Schoedsack | Fay Wray                                                    | Film dell'orrore girato sullo stesso set di King Kong. |               |
| 1932 | Il castello maledetto (The Old Dark House)      | James Whale                        | Boris Karloff Melvyn Douglas Gloria Stuart                  | Considerato perduto per decenni, finché Curtis Harrington ne ha ritrovato una copia in un magazzino della Universal. | [ 47 ]        |
| 1932 | Rynox                                           | Michael Powell                     | Stuart Rome, John Longden                                   | Ritrovato in un magazzino dei Pinewood Studios nel 1990. |               |
| 1933 | Berkeley Square                                 | Frank Lloyd                        | Leslie Howard, Heather Angel, Valerie Taylor                | Ritrovato negli anni settanta. | [ 48 ]        |
| 1933 | Blood Money                                     | Rowland Brown                      | George Bancroft, Judith Anderson, Frances Dee               | È stato considerato per oltre quarant'anni un film perduto prima di essere ritrovato. | [ 49 ]        |
| 1933 | The Ghoul                                       | T. Hayes Hunter                    | Boris Karloff, Ernest Thesiger                              | Una copia danneggiata e incompleta trovata di Cecoslovacchia negli anni settanta era l'unica versione disponibile di questo film finché ne è stata trovata un'altra, in ottimo stato di conservazione, negli archivi del British Film Institute. |               |
| 1933 | Hello Pop!                                      | Jack Cummings                      | Ted Healy, The Three Stooges                                | Copia in Technicolor completa ritrovata a Sydney nel gennaio 2013. | [ 50 ]        |
| 1933 | Laughter in Hell                                | Edward L. Cahn                     | Pat O'Brien, Gloria Stuart, Merna Kennedy                   | A lungo considerato perduto, questo cupo film poliziesco è stato ritrovato a metà del 2012 e proiettato dall'American Cinematheque nell'ottobre dello stesso anno. |               |
| 1933 | La maschera di cera (Mystery of the Wax Museum) | Michael Curtiz                     | Lionel Atwill, Fay Wray                                     | Una versione in Technicolor è stata ritrovata nella camera blindata personale di Jack L. Warner. | [ 51 ]        |
| 1933 | Ojo Okichi                                      | Kenji Mizoguchi                    | Isuz Yamada                                                 | Questo film non è apparso nella filmografia ufficiale di Mizoguchi fino al 2008, quando ne è stata ritrovata una copia in un magazzino della Shochiku. |               |
| 1933 | La vittoria della fede (Der Sieg des Glaubens)  | Leni Riefenstahl                   | Adolf Hitler                                                | Questo breve documentario fu fatto distruggere da Hitler perché mostrava Ernst Röhm, che nel frattempo era stato fatto uccidere. Una copia è stata ritrovata in Germania Est negli anni ottanta, e un'altra in Gran Bretagna negli anni novanta. |               |
| 1933 | This Week of Grace                              | Maurice Elvey                      | Gracie Fields, Henry Kendall, John Stuart                   | Ritrovato nel 2010 dal British Film Institute. | [ 52 ]        |
| 1934 | Schiavo d'amore                                 | John Cromwell                      | Leslie Howard, Bette Davis                                  | Il negativo era irreperibile dal 1964. Ritrovato alcuni anni dopo. |               |
| 1935 | Tag der Freiheit: Unsere Wehrmacht              | Leni Riefenstahl                   | Adolf Hitler, Hermann Göring, Rudolf Hess, Heinrich Himmler | Considerato perduto dopo la Seconda guerra mondiale. Una versione incompleta (28 minuti) è stata ritrovata negli anni settanta. |               |
| 1936 | Border Vengeance                                | Ray Heinz                          | Reb Russell, Mary Jane Carey, Kenneth MacDonald             | Per lungo tempo considerato irreperibile, nel 2004 è stato reso disponibile in download gratuito nella collezione Internet Archive. |               |
| 1936 | The Flying Doctor                               | Miles Mander                       | Charles Farrell, Mary Maguire                               | I primi otto rulli su nove sono stati salvati da un impiegato australiano che aveva notato un furgone carico di scarti di pellicola destinati al macero. Due anni dopo è stata riscoperta una versione abbreviata dello stesso film, destinata al mercato britannico. Nonostante il diverso montaggio di questa versione, l'ultimo rullo inizia esattamente dove finisce la copia australiana. | [ 53 ]        |
| 1937 | Pioggia d'estate                                | Mario Monicelli                    |                                                             | Primo film di Mario Monicelli, allora ventunenne, con lo pseudonimo "Michele Badiek". Non fu mai proiettato nei cinema ed è stato considerato perduto fino al 2011, quando alcuni frammenti sono stati ritrovati nell'archivio personale del montatore. | [ 54 ]        |
| 1937 | Slaves in Bondage                               | Elmer Clifton                      | Lona Andre, Donald Reed, Wheeler Oakman, Florence Dudley    | A lungo considerato perduto, è stato pubblicato in DVD nel 2005. |               |
| 1938 | Too Much Johnson                                | Orson Welles                       | Joseph Cotten, Mary Wickes, Arlene Francis, Ruth Ford       | Il film era irrintracciabile dal 1971, quando un incendio distrusse parte della casa di Welles in Spagna. Una copia integrale è stata ritrovata a Pordenone nel 2013, restaurata dalla George Eastman House e proiettata nello stesso anno alle Giornate del Cinema Muto. | [ 55 ]        |
| 1939 | Alba tragica (Le jour se lève)                  | Marcel Carné                       | Jean Gabin, Jules Berry & Arletty                           | Quando la RKO acquisì i diritti di distribuzione del film in preparazione di un remake, la compagnia cercò anche di acquistare e distruggere tutte le copie disponibili dell'originale. Il film è stato considerato perduto fino agli anni cinquanta, quando alcune copie integrali sono state ritrovate. |               |
| 1939 | Smith                                           | Michael Powell                     | Ralph Richardson & Flora Robson                             | Cortometraggio del 1939 per una campagna sociale, non fu mostrato in pubblico a causa della guerra. Non è stato neppure menzionato da Powell nella sua autobiografia. Una copia è stata ritrovata nel 2003 e proiettata per la prima volta nel 2004, 65 anni dopo le riprese. |               |
| 1939 | Tevya                                           | Maurice Schwartz                   | Maurice Schwartz Julius Adler                               | Ritrovato e restaurato nel 1978. |               |
| 1939 | Terra di nessuno                                | Mario Baffico                      | Mario Ferrari Laura Solari Maurizio D'Ancora                | Fu considerato perduto nel dopoguerra, ma una copia venne ritrovata, anche se incompleta, presso la Biblioteca del Congresso di Washington. Rientrato in Italia nel 1981 è stato restaurato nel 1986. |               |
| 1939 | Troppo tardi t'ho conosciuta                    | Emanuele Caracciolo                | Franco Lo Giudice Barbara Nardi                             | A lungo ritenuta perduta, la pellicola è stata ritrovata nel 2004 in ottime condizioni di conservazione, dal figlio del produttore nella cantina di un cinema di Cuneo; restaurata, è stata presentata al Festival del Cinema Ritrovato. Attualmente esistono due copie del film, una è in possesso del Museo Nazionale del Cinema di Torino. | [ 58 ]        |
| 1939 | Animali pazzi                                   | Carlo Ludovico Bragaglia           | Totò Lilia Dale Luisa Ferida                                | Nel 1970 un cineclub che preparava una rassegna a Roma di film del comico napoletano non riuscì a trovare una copia della pellicola. Ritenuta perduta, dopo lunghe ricerche ne fu ritrovata una copia, molto rovinata, graffiata e tagliuzzata (più corta di due minuti e mezzo circa rispetto al metraggio originale del visto censura d'epoca), da una piccola agenzia di Napoli che noleggiava film per le navi. Questa copia ad oggi, dalla quale furono tratte poi tutte le altre sia in pellicola che in VHS o DVD, è l'unico materiale del film tuttora esistente: cosa che ha finora reso impossibile un adeguato restauro. | [ 59 ]        |

### Anni Quaranta
| Anni | Film                             | Regista                   | Cast                         | Storia | Note   |
| ---- | -------------------------------- | ------------------------- | ---------------------------- | --- | ------ |
| 1940 | Confucio                         | Fei Mu                    |                              | Una copia è stata donata anonimamente all'Hong Kong Film Archive nel 2001. | [ 60 ] |
| 1940 | Kampf um Norwegen – Feldzug 1940 | Martin Rikli Werner Buhre |                              | Ritrovato in Norvegia nel 2005. |        |
| 1941 | Kukan                            | Rey Scott                 |                              | Una copia di questo documentario premiato con l'Oscar è stata rintracciata dal regista Robin Lung. |        |
| 1943 | La statua vivente                | Camillo Mastrocinque      | Fosco Giachetti Laura Solari | Considerato perduto per diversi decenni, ne è stata ritrovata una copia in Argentina. Restaurato dalla Cineteca del Friuli, è stato proiettato al Festival di Locarno nel 2021.                                                             |        |
| 1945 | Momotarō: umi no shinpei         | Mitsuyo Seo               |                              | Primo lungometraggio giapponese di animazione. Si riteneva che fosse stato sequestrato e distrutto dalle forze di occupazione statunitensi nel dopoguerra, ma una copia negativa è stata ritrovata in un magazzino della Shochiku nel 1984. |        |
| 1945 | La carne e l'anima               | Vladimir Striževskij      | Isa Miranda Massimo Girotti  | Completato nel 1943 venne proiettato solo due anni dopo per poi scomparire. È stato ritrovato molti anni dopo, con alcune scene mancanti, e proiettato dopo il restauro al Festival di Locarno del 2014.                                    |        |

### Anni Cinquanta
| Anno | Film          | Regista         | Cast                       | Note | Ref           |
| ---- | ------------- | --------------- | -------------------------- | --- | ------------- |
| 1957 | Final Curtain | Ed Wood         | Duke Moore, Dudley Manlove | Ritrovato e restaurato nel 2011, è stato proiettato nel 2012 allo Slamdance Film Festival. |               |
| 1957 | Ombre         | John Cassavetes |                            | Cassavetes mostrò poche volte in pubblico la prima versione del film, poi lo rigirò interamente. Una copia è stata ritrovata a una vendita di oggetti smarriti nella metropolitana di New York dallo studioso di cinema Ray Carney. | [ 61 ] [ 62 ] |

### Anni Sessanta
| Anno | Film                   | Regista                | Cast                       | Note | Ref    |
| ---- | ---------------------- | ---------------------- | -------------------------- | --- | ------ |
| 1964 | Hamlet                 | Bill Colleran          | Richard Burton             | Secondo gli accordi contrattuali, tutte le copie del film avrebbero dovuto essere distrutte dopo il ritiro dalle sale. Una copia è stata ritrovata nel garage di Burton dopo la sua morte.                                                                                           |        |
| 1964 | Batman Dracula         | Andy Warhol            | Jack Smith                 | A lungo considerato perduto finché parte del girato è apparsa in Jack Smith and the Destruction of Atlantis. |        |
| 1965 | The Noble Experiment   | Tom Graeff             | Tom Graeff                 | Una copia superstite è stata ritrovata da Elle Schneider a Los Angeles. |        |
| 1966 | Incubus                | Leslie Stevens         | William Shatner            | Unico film, oltre al primo, Angoroj (sopravvissuto in due copie), interamente in lingua esperanto. Una copia superstite con sottotitoli francesi è stata ritrovata alla Cinémathèque Française.                                                                                      |        |
| 1969 | Linda and Abilene      | Herschell Gordon Lewis | Sharon Matt, Roxanne Jones | Questo singolare western con riferimenti all'incesto lesbico è stato ridistribuito nel gennaio 2013 in DVD. È uno dei tre film restaurati dalla Process Blue. Il film fu girato quasi interamente nello Spahn Ranch, poco prima che venisse occupato dalla comune di Charles Manson. | [ 63 ] |
| 1969 | The Ecstasies of Women | Herschell Gordon Lewis | Walter Camp                | Soft-core restaurato dalla Process Blue e ridistribuito nel gennaio 2013 in DVD. | [ 63 ] |